# Julie Bradbury
Julie Jane Bradbury (* 12. Februar 1967 in Oxford) ist eine englische Badmintonspielerin. 

## Karriere
Julie Bradbury nahm 1992 und 1996 an Olympia teil. Als beste Platzierung erreichte sie dabei Rang 5 im Doppel 1992. Bei der Europameisterschaft 1994 gewann sie Bronze, zwei Jahre später sowohl Silber als auch Bronze.

## Sportliche Erfolge
| Saison | Veranstaltung                            | Disziplin   | Platz | Name                            |
| ------ | ---------------------------------------- | ----------- | ----- | ------------------------------- |
| 1990   | Welsh International                      | Damendoppel | 1     | Cheryl Johnson / Julie Bradbury |
| 1991   | Swiss Open                               | Damendoppel | 3     | Julie Bradbury / Julia Mann     |
| 1991   | England: Einzelmeisterschaften           | Dameneinzel | 1     | Julie Bradbury                  |
| 1991   | Spanish International                    | Damendoppel | 1     | Julie Bradbury / Gillian Clark  |
| 1992   | England: Einzelmeisterschaften           | Damendoppel | 1     | Gillian Clark / Julie Bradbury  |
| 1992   | Olympia                                  | Damendoppel | 5     | Julie Bradbury / Gillian Clark  |
| 1992   | Welsh International                      | Damendoppel | 1     | Julie Bradbury / Sara Sankey    |
| 1993   | Welsh International                      | Damendoppel | 1     | Julie Bradbury / Joanne Wright  |
| 1994   | Thailand Open                            | Damendoppel | 2     | Julie Bradbury / Joanne Wright  |
| 1994   | Europameisterschaft                      | Damendoppel | 3     | Gillian Clark / Julie Bradbury  |
| 1994   | Welsh International                      | Damendoppel | 1     | Julie Bradbury / Joanne Wright  |
| 1995   | Swiss Open                               | Damendoppel | 3     | Julie Bradbury / Joanne Wright  |
| 1995   | Malaysia Open                            | Damendoppel | 1     | Julie Bradbury / Joanne Wright  |
| 1995   | England: Einzelmeisterschaften           | Damendoppel | 1     | Joanne Wright / Julie Bradbury  |
| 1996   | Europameisterschaft                      | Mixed       | 2     | Simon Archer / Julie Bradbury   |
| 1996   | Europameisterschaft                      | Damendoppel | 3     | Julie Bradbury / Joanne Wright  |
| 1996   | Swiss Open                               | Mixed       | 2     | Simon Archer / Julie Bradbury   |
| 1996   | England: Einzelmeisterschaften           | Mixed       | 1     | Simon Archer / Julie Bradbury   |
| 1996   | All England                              | Mixed       | 2     | Simon Archer / Julie Bradbury   |
| 1996   | England: Einzelmeisterschaften           | Damendoppel | 1     | Joanne Wright / Julie Bradbury  |
| 1997   | Schweden: Internationale Meisterschaften | Damendoppel | 2     | Julie Bradbury / Donna Kellogg  |